# Edition Copenhagen
Edition Copenhagen litografiske værksted, det blev stiftet i 1959. I dag drives og ejes virksomheden af tre partnere Rasmus Urwald, Dannie Vieten and Peter Wissing Sørensen. Værkstedet og galleriet er beliggende på Christianshavn i København. Edition Copenhagen er et af de førende litografiske værksteder i verden. Hvert år inviterer Edition Copenhagen internationale og danske kunstnere til at komme på værkstedet og arbejde med litografi. Kunstnerne har altid fuld frihed til at lave hvad de har lyst til. De inviterede kunstnere har alle udstillet i anerkendte gallerier og museer i hele verden.

## Ekstern henvisning
- EDITION COPENHAGEN Arkiveret 7. februar 2011 hos  Wayback Machine